# Сондерс, Джеймс Альберт
Джеймс А́льберт Со́ндерс (англ. James Albert Saunders), также известный под прозвищем «Эб» (англ. Ab Saunders) (14 октября 1851, Маунт-Плезант, Айова, США — 5 февраля 1883, Сан-Франциско, Калифорния, США) — американский ковбой и ганфайтер, боец «Регуляторов» (Regulators), окружного отряда, принимавшего участие в Войне в округе Линкольн. Кузен Джорджа и Фрэнка Коу.

## Ранние годы
Джеймс Альберт родился в Маунт-Плезант, штат Айова, и был старшим из пяти детей Джеймса и Кэтрин Уолгамотт Сондерс. По словам Фрэнка Коу, прозвище «Эб» (отсылка к президенту США Абрахаму Линкольну) Джеймс получил из-за того, что был хорошо образован (некоторое время он даже обучался в колледже, что было редкостью по тем временам). Сестра Эба Ада вышла замуж за Джаспера Коу, брата Фрэнка Коу, в 1871 году, после чего Эб и Ада со своим мужем переехали в округ Колфакс, Территория Нью-Мексико, где приобрели ранчо недалеко от Ратона. Остальные члены семьи Сондерсов также покинули Айову и переехали в Калифорнию, где купили ранчо в каньоне Мигелито.
В период между 1871 и 1875 годами Джордж и Фрэнк Коу переехали на Территорию Нью-Мексико и присоединились к Эбу, начав работать ковбоями на его ранчо.
Весной 1876 года Эб Сондерс и Коу познакомились и подружились с Чарли Боудри, Ричардом «Диком» Брюэром и Доком Скарлоком. В марте 1876 года Билли Кид, известный в то время как Генри Антрим или Уильям Х. Бонни, начал работать на сыроварне, принадлежавшей Боудри и Скарлоку, и через них познакомился с обоими кузенами Коу и Сондерсом. После закрытия сыроварни Кид перешёл на работу на ранчо Генри Хукера, но вскоре был уволен оттуда, после чего вместе с Фрэнком и Джорджем Коу стал работать на Сондерса.
В июле 1876 года Фрэнк Коу и Эб Сондерс выследили и убили конокрада Никаса Мераса в каньоне Бака.
18 июля 1876 года Док Скарлок, Чарли Боудри, Фрэнк Коу, Джордж Коу и Эб Сондерс взяли штурмом тюрьму Линкольна (весьма слабо защищённую) и освободили из-под стражи угонщика скота Хесуса Ларго, после чего вывезли его за город и повесили. Никаких обвинений в связи с этими действиями им предъявлено не было.
К 1878 году братья Коу прекратили работать на ранчо Сондерса и арендовали у компании «Мёрфи и Долан» землю в округе Линкольн, для того чтобы основать собственное ранчо. Однако таким образом они попали в экономическую зависимость от своих арендодателей, и в дальнейшем это послужило одной из многочисленных причин начала Войны в округе Линкольн.

## Война в округе Линкольн
Война в округе Линкольн стала следствием соперничества между компанией «Мёрфи и Долан» и английским предпринимателем Джоном Танстеллом за экономическое влияние на Территории Нью-Мексико. К тому времени округ политически и экономически контролировался Лоренсом Мёрфи и Джеймсом Доланом, ирландскими предпринимателями, владевшими там единственным на тот момент магазином и занимавшимися скупкой краденного скота. Танстелл и его адвокат Александр Максуин были противниками их альянса. Джон Танстелл, опасаясь нападения конкурентов, нанял для охраны своего скота людей, в число которых входили Билли Кид, Дик Брюэр, Док Скарлок, Чарли Боудри, братья Коу и Эб Сондерс. На стороне компании «Мёрфи и Долан» были банда Джесси Эванса, банда Джона Кинни и отряд ранчеров, известный как «Воины семи рек». Кроме того, Джеймс Долан подкупил представителей закона, в частности, шерифа Уильяма Брейди. Фракции были разделены по этническому и религиозному признаку: люди Мёрфи были в основном католиками-ирландцами, а Танстелл и его союзники — английскими протестантами.
Эб Сондерс и братья Коу были втянуты в конфликт ещё в январе 1877 года, после того, как шериф Брейди арестовал Дока Скарлока и Джорджа Коу якобы по подозрению в укрывательстве беглого убийцы Фрэнка Фримена (члена банды Эванса). В течение следующих нескольких дней Брейди жестоко обращался со Скарлоком и Коу, их пытали, но в конце концов отпустили.
18 февраля 1878 года Джон Танстелл был убит бандой Эванса, подосланной шерифом Брейди. Это преступление развязало вооружённое противостояние между фракциями, которое вошло в историю, как Война в округе Линкольн, и стало самым кровавым гражданским конфликтом на Диком Западе. Многие жители округа были вовлечены в войну, поддерживая ту или иную из враждующих сторон, и история соперничества между Танстеллом и компанией «Мёрфи и Долан» была лишь его частью. После смерти своего работодателя ковбои Танстелла, не надеясь на помощь шерифа, объединились в отряд «Регуляторы» (англ. Regulators), для того чтобы отомстить убийцам. Основными бойцами отряда были Дик Брюэр, Билли Кид, Док Скарлок, Чарли Боудри, Хосе Чавес, «Грязный Стив» Стивенс, Джон Миддлтон, Фрэнк Макнаб, Генри Ньютон Браун, Том О’Фолльярд, а также Джордж и Фрэнк Коу. Юридически группа являлась помощниками мирового судьи Уилсона, и вначале её возглавлял Дик Брюэр. Сондерс вошёл в первоначальный состав «Регуляторов», однако, в отличие от своих кузенов, Эб почти не принимал участия в боевых действиях.
29 апреля 1878 года Фрэнк Макнаб, возглавивший «Регуляторов» после смерти Брюэра, Эб Сондерс и Фрэнк Коу направлялись на ранчо братьев Коу. В девяти милях от Линкольна они остановились на ранчо Эмиля Фрица, чтобы передохнуть, но попали в засаду банды Джесси Эванса и «Воинов семи рек» под командованием заместителя шерифа Джорджа Пеппина. Лошади под Макнабом, Коу и Сондерсом были застрелены. Фрэнк Макнаб, раненый, вскарабкался по склону оврага и попытался бежать, но ковбой по имени «Индеец Мануэль» Сеговия догнал его и застрелил из дробовика. Фрэнк Коу сдался после продолжительной перестрелки, после чего его увезли в тюрьму Линкольна. Эб Сондерс получил ранение в левую лодыжку и тяжелое ранение в левое бедро; рану посчитали смертельной и оставили его на ранчо Фрица. Позднее Эб был доставлен в военный госпиталь форта Стэнтон, где оставался до 12 мая. После выписки из госпиталя он некоторое время проживал в отеле семьи Эллис, союзников Максуина. Всё ещё страдая от последствий ранения и будучи не в силах продолжать противостояние с бандитами Мёрфи и Долана, Эб был вывезён в Эль-Пасо, откуда потом с караваном добрался до ранчо своей семьи в Калифорнии.

## Смерть
Эб Сондерс умер в Сан-Франциско 5 февраля 1883 года во время хирургической операции по устранению осложнений, вызванных его ранением, полученным в перестрелке на ранчо Фрица.

## Образ в искусстве
Актёр Майкл Данте сыграл роль Эба Сондерса в эпизоде 1958 года «Дезертиры» (англ. The Deserters) телесериала «Кольт 45-го калибра» (совместная работа ABC и Warner Brothers).

## Галерея

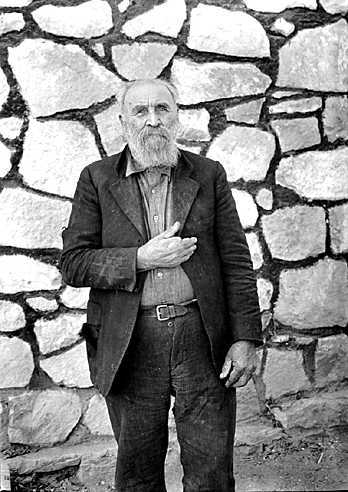
Джордж Коу в 1934 году
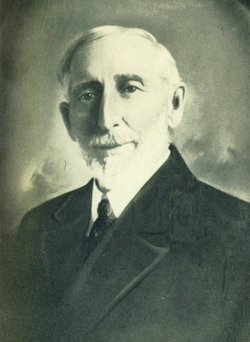
Фрэнк Коу в 1930 году
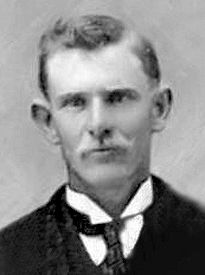
Док Скарлок, около 1877
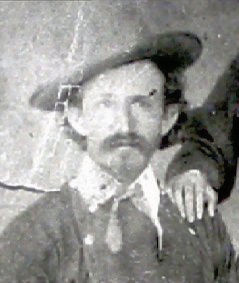
Чарли Боудри, около 1880
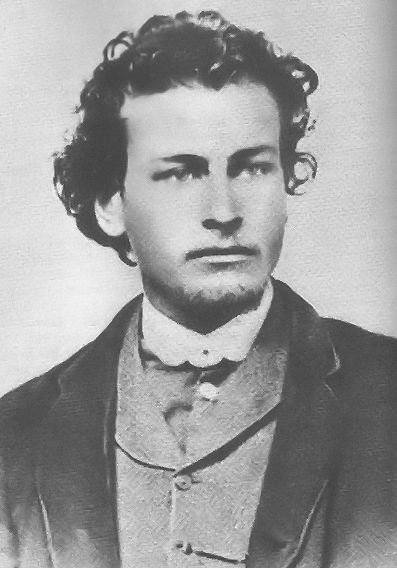
Дик Брюэр, около 1875
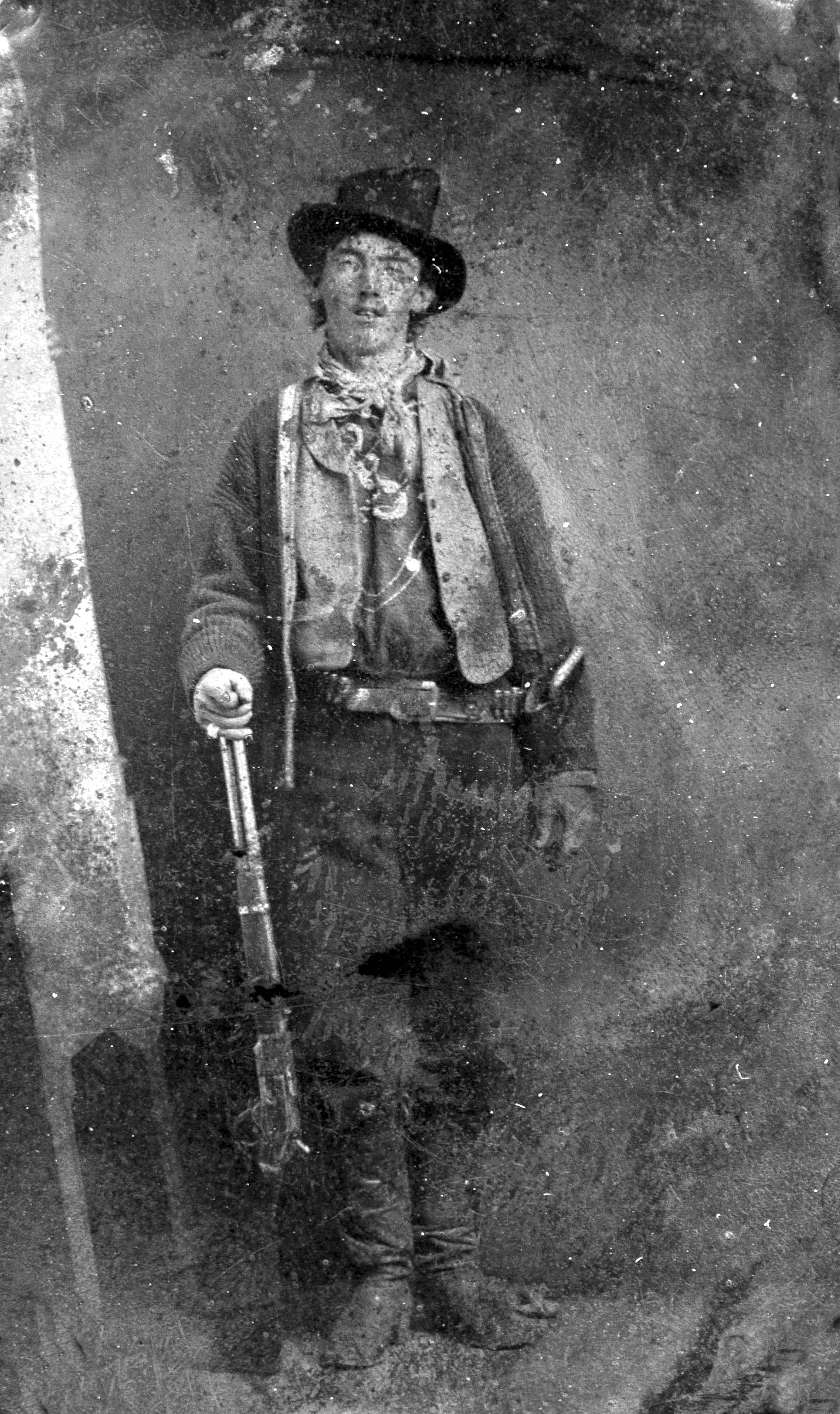
Билли Кид, около 1880
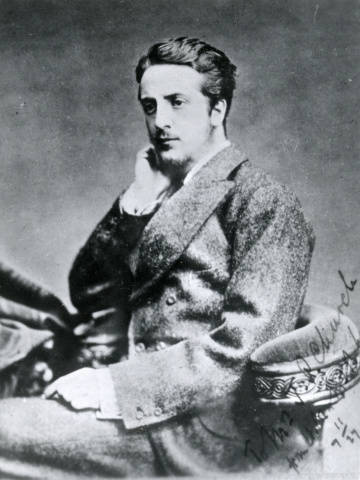
Джон Генри Танстелл, 1875
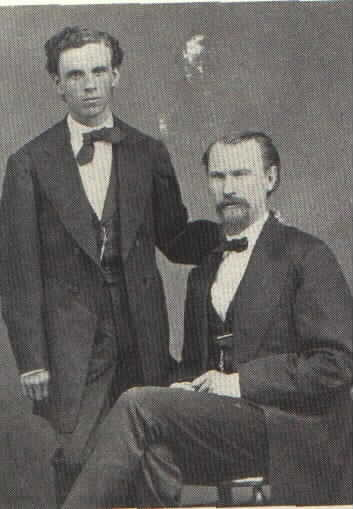
Лоренс Мёрфи (справа) и Джеймс Долан, 1870-е